# Крейс, Джером
Джером Крейс (англ. Jerome Krase, род. 2 марта 1943 года, Нью-Йорк (США)) — американский учёный, социолог, почетный профессор социологии Школы бизнеса имени Мюррея Коппельмана, профессор Школы гуманитарных и социальных наук, президент Европейской академии наук Украины, общественный деятель. Эксперт в области социологии и джентрификации (в частности, исследует этнические группы в Бруклине и его окрестностях).
Джером Крейс, также, выступает в качестве консультанта государственных и частных учреждений по вопросам городского сообщества. Является соредактором журнала «Городская жизнь» (англ. Urbanities) и членом редколлегии ещё нескольких журналов.

## Биография
Джером Крейс родился 2 марта 1943 года в Бруклине, Нью-Йорк.
Его отец Стивен Крейс родился в Трамбалле (штат Коннектикут), в семье Яноша Храска и Элизабет Вальи, которые были иммигрантами из Австро-Венгрии. Его мать Марта Крейс родилась в округе Бруклин, города Нью-Йорк, в семье Джераламо Канжелози и Мари Трентакоста, иммигрантов из Маринео (Италия).
В 1964 году Джером Крейс женился на Сюзанне Николетти, докторе педагогических наук, до выхода на пенсию она занимала должность администратора больницы. У Джерома и Сюзанны три дочери: Кристин Марта Крейс - магистр медицины, педагог-психолог; Карен Роуз Крейс - магистр медицины, детский эрготерапевт; Кэтрин Сюзанна Крейс - доктор медицины, доктор юриспруденции, консультант в юридической и образовательной сферах. В настоящее время у Джерома и Сюзанны пятеро внуков.
После окончания Бруклинской технической средней школы в 1960 году, Джером Крейс продолжил обучение в кампусе Индианского университета в Блумингтоне. В 1963 году Крейс пошел добровольцем в армию США. После трехлетней службы в армии США, в 1967 году он получил степень бакалавра социологии, а также второстепенную специальность в области истории и философии. В 1973 году Крейс получил докторскую степень по социологии в Нью-Йоркском университете. Его докторская диссертация «Презентация коммуны в городском обществе» (англ. The Presentation of Community in Urban Society) была посвящена неоправданной социально-психологической дискриминации района Бруклина, где большинство жителей афроамериканцы. Своей работой он поставил под сомнение необоснованные негативные расовые стереотипы в целом.

## Научная деятельность
Джером Крейс посвятил более пятидесяти лет своей научной деятельности Бруклинскому колледжу Городского университета Нью-Йорка. Там он дважды возглавлял кафедру социологии, был руководителем Центра итало-американских исследований, входил в состав Консультативного совета Института мексиканских исследований, а также был членом-основателем и членом правления Академии естественных и гуманитарных наук Городского университета Нью-Йорка.
Профессор Крейс участвовал и организовывал различные научные онлайн-встречи, круглые столы, форумы, семинары и конференции. Он является автором многочисленных журналистских и научных статей.
Он принял участие в дискуссии «Чему нас учат изображения» (What Images Teach Us), в вебинаре Филадельфийского центра фотоискусства «В поисках фокуса во время кризиса» (Finding Focus In Times of Crisis) в 2020 году и представил работу «Жизнь в эпоху Covid-19 в гипер-джентрифицированном районе».
В 2020 году Крейс был спикером на Международных междисциплинарных онлайн-конференциях, таких как «Город как учебная аудитория», «Нарисуйте субкультуру» и «Настоящая жизнь и настоящая экономика», организованных Европейской академией наук Украины.
Джером Крейс также участвовал в создании документальных видеофильмов:  «Магический автобус» (The Magic Bus, 2004 год), снятый компанией «Голос Америки», «Услышать каждый голос» (Hear Every Voice), документальный фильм Службы национальных парков о визуальной социологии и работе с иммигрантами (2009 год). На протяжении многих лет профессор Крейс входил в состав советов директоров, комитетов, присуждающих награды, гранты и премии, а также был председателем и помогал разными способами в организации ежегодных встреч различных организаций и ассоциаций, таких как  Американская социологическая ассоциация (American Sociological Association), Международная социологическая ассоциация (англ. International Sociological Association), Международная ассоциация визуальной социологии, Восточное социологическое общество, Гуманитарные и социальные науки онлайн (H-Net), Общество изучения символического взаимодействия, Ассоциация гуманистической социологии, Американско-итальянская историческая ассоциация, Польский институт искусств и наук в Америке, Польско-американская историческая ассоциация, Международный урбанистический симпозиум, Американская ассоциация развития науки и Общество по изучению социальных проблем.
Он получил множество заявок на получение исследовательских грантов Конгресса профессионального персонала (PSC CUNY) в области этнических и региональных исследований, Министерства здравоохранения, образования и социального обеспечения США, Катарского национального исследовательского фонда, Фонда Рокфеллера в области гуманитарных наук, а также исследовательские гранты для проектов в Канаде, Бельгии и Европейском Союзе. Кроме того, профессор Крейс работал над докторской диссертацией и другими программами получения степени в Университете Тренто, Университете Витватерсранда в Южной Африке, Папском католическом университете в Сан-Паулу, Университете Бергена в Норвегии, Университете штата Нью-Йорк в Олбани, и Колледже уголовного правосудия Джона Джея Городского университета Нью-Йорка.
Профессор Крейс активно выступал с докладами в вышеуказанных и многих других научных организациях, включая Европейскую социологическую ассоциацию и Восточное социологическое общество.
Его часто приглашали читать лекции и участвовать в дискуссиях в разных странах мира, среди них: семинары по визуальной социологии для выпускников в Ягеллонском университете в Кракове, Польша (2018) и лекции о городской жизни и культуре в Чжэцзянском университете в Ханчжоу, Китай (2017).
Он выступал в качестве ключевого спикера с докладами на таких мероприятиях как: Симпозиум о фотографии в полевых исследованиях 2016 года в Университете Центрального Ланкашира в Престоне, Великобритания (2016); «Культурное, архитектурное наследие и социальная интеграция» в Университете Суор Орсола Бенинкаса в Неаполе, Италия (2015); докторский семинар «Видение неравенства», в Университете Тренто, Италия (2014); Зигенский исследовательский колледж, Германия (2013); «Тематическая докторская школа социальных наук», Католический университет Лувена (2011 год), Открытый Симпозиум: Новая мобильность и разнообразие: Задача преобразования городского общества в инклюзивный город в Зигенском университете (Германия, 2013); «Этнические перекрестки: Визуализация городских нарративов», Кельнский университет, (2009); и серия семинаров при Объединённой реформатской церкви в Лондонской школе экономики и политических наук (2007).
Профессор Крейс был частным консультантом и руководителем программы международных визитов в Государственном департаменте США. В период 1983—1995 годов он был назначен губернатором в совет директоров Совета Нью-Йорка по гуманитарным наукам.

## Общественная деятельность
Профессор Крейс долгое время был активистом и общественным деятелем, он продолжает консультировать государственные и частные агентства по вопросам городских коммун и культурного разнообразия.
Он написал множество книг и статей о городской жизни и культуре, создал ряд фотографий, читал лекции, проводил исследования городских кварталов в США и за рубежом.
Отдельного внимания заслуживает его непрерывная работа в различных журналах в качестве члена редакционной коллегии и рецензента для таких журналов как: «Американский социологический обзор» (англ. American Sociological Review), «Визуальные исследования» (англ. Visual Studies), «Журнал Видео Этнографии» (англ. The Journal of Video Ethnography), «Человечество и общество» (англ. Humanity and Society), «Международная социология» (англ. AInternational Sociology), «Этнологии» (англ. AEthnologies), «Город, Культура и Общество» (англ. City, Culture and Society), «Качественная социология» (англ. AQualitative Sociology), «Обзор этнологической международной миграции» (англ. Ethnologies International Migration Review), «Жилищный фонд» (англ. Housing), «Теория и общество» (англ. Theory and society), «Современная социология» (англ. Contemporary Sociology), «Пространство и культура» (англ. Space and Culture), «Фонд Кордовы Культуры в диалоге» (англ. The Cordoba Foundation Cultures in Dialogue), издательства Миннесотского университета (англ. the University of Minnesota Press), Колумбийского университета (англ. Columbia University Press), Манчестерского университета (англ. the University of Manchester Press) и издательств SUNY Albany Press и Random House.
Джером Крейс работал во многих общественных организациях Нью-Йорка. Среди них: Корпорация развития сообщества канала Гованус, Ассоциация «Сады проспекта Леффертс», Американско-итальянская коалиция организаций и др.
Профессор Крейс консультировал Общество сохранения исторического наследия Гринвич-Виллидж, Офис Контролера города Нью-Йорка (NYC Controller’s Office) и Бруклинскую корпорацию экономического развития.
Джером также был членом Целевой группы по вопросам расовой интеграции и равенства президента (англ. President’s Task Force on Equity) (2004-2008 годы) и консультировал Комиссию по правам человека города Нью-Йорка.

### Фотографии и выставки
- Был куратором на выставке студенческих фотографий Центра итальяно-американских исследований «Возвращение к итальянцам из Бруклина» (4 октября — 4 ноября 2016 года)[37].
- Был в жюри на выставке «Click!» в Бруклинском музее «Меняющееся лицо Бруклина», лето 2008 года[38] .
- Выступил одним из кураторов на выставке «Бруклинское восстание: 1970-е и 1980-е годы, корни современного Бруклина»[37].
- Выступил куратором студенческой фотовыставки «Итальянцы Бруклина: прошлое и настоящее», проходившей в Бруклинском колледже в мае 1982 года[37][39].

## Признание и награды
- Джером Крейс является почетным член редакционного совета журнала Международной ассоциации визуальной социологии[40].
- Благодарность Ассамблеи штата Нью-Йорк за волонтерский вклад в качестве журналиста, педагога и автора.[41]
- Иностранная стипендия Джеймса Уильяма Фулбрайта, 2017—2020 годы.[37]
- Грант Женского фонда Нью-Йорка «Оценка потребностей арабо-американского сообщества Нью-Йорка», 2006—2007 годы[37].
- Грант на фотопроект от Фонда Бруклинского колледжа «Проект толерантности» (англ. Tolerance Project), 2007 год.[37]
- Премия монсеньора Джино Барони, Итальянская Америка, 2005 год[42].
- Премия Билла Сесила-Фронсмана за педагогическую грамотность в классе социальных наук H-Net: Гуманитарные и социальные науки онлайн, на Ежегодном собрании Американской исторической ассоциации, январь 2004 год.[37]
- Премия «Создание перемен», Пятая ежегодная конференция студенческой жизни, декан студенческой жизни, Бруклинский колледж Городского университета Нью-Йорка, 2003 год.[43]
- Travel Awards от Фонда Бруклинского колледжа, 2000—2001 годы.[43]
- Премия ректора Ла Сапиенца, июнь 1998 г.[5]
- Награды Фонда Костюшко и Министерства национального образования Польши за «Изучение народной архитектуры Польши», весна 1997 г.[44]
- Награда за «Интерес и заботу о бруклинском сообществе» от Ассоциации китайско-американских ученых, 1995 год.[43]
- Премия факультета PSC/CUNY за «Фотографические исследования в Южной Италии», лето 1985 год.[45]

## Книги
- «Я и сообщество в городе» (англ. Self Selection and Urban Decay).[46]
- «Презентация сообщества в городском обществе» (англ. The Presentation of Community in Urban Society).[47]
- «Комплексная информационная система о злоупотреблении психоактивными веществами»(англ. A Comprehensive Substance Abuse Information System).[48]
- «Статистический справочник по Гринвич-Виллидж» (англ. Statistical Guide to Greenwich Village).[49]
- «Признаки дома» (англ. Traces of Home).[50]
- «Гринвич-Виллидж: статистические тенденции и наблюдения»(англ. Greenwich Village: Statistical Trends and Observations).[51]
- «Видеть, как меняются города» (англ. Seeing Cities Change: Local Culture and Class).[52]
- «Американцы итальянского происхождения и студенческая жизнь: обзор опыта студентов в Бруклинском колледже» (англ. Italian-Americans and College Life: A Survey of Student Experiences at Brooklyn College.)[53].
- «Раса, класс и джентрификация в Бруклине» (англ. Race, Class, and Gentrification in Brooklyn).[54]
- «Раса и этническая принадлежность в Нью-Йорке» (англ. Race and Ethnicity in New York City).[55]
- «Этнические ландшафты в урбанистическом мире» (англ. ).[56]
- «Статус интерпретации в итало-американских исследованиях» (редакция) (англ. The Status of Interpretation in Italian American Studies (editor)).[57]
- «Американцы итальянского происхождения в мультикультурном обществе» (англ. Italian Americans in a Multicultural Society).[58]
- «Итальянско-американский опыт Статен-Айленда» (англ. The Staten Island Italian American Experience).[59]
- «Промышленность, труд, технологии и итальянско-американские сообщества» (англ. Industry, Labor, Technologies and the Italian American Communities).[60]
- «Обзор итальяно-американских исследований» (англ. The Review of Italian American Studies)[61].
- «Итало-американская политика: местная, глобальная / культурная, личная» (англ. Italian American Politics: Local, Global/Cultural, Personal).[62]
- «Разнообразие и местные условия» (англ. Diversity and Local Contexts).[63]
- «Американцы итальянского происхождения до массовой миграции» (англ. Italian Americans Before Mass Migration).[64]
- «Джентрификация во всем мире, Том I» (англ. Gentrification around the World, Volume I.).[65]
- «Джентрификация во всем мире, Том II» (англ. Gentrification around the World, Volume II).[66]
- «Плавильный котел и не только» (англ. The Melting Pot and Beyond).[67]
- «Разновидности городского опыта» (англ. Varieties of Urban Experience).[68]